# Douvaine
Douvaine est une commune française de la Haute-Savoie en région Auvergne-Rhône-Alpes, dans le Chablais. Elle fait partie de l'agglomération transfrontalière du Grand Genève et de la communauté d'agglomération de Thonon Agglomération.

## Géographie

### Situation

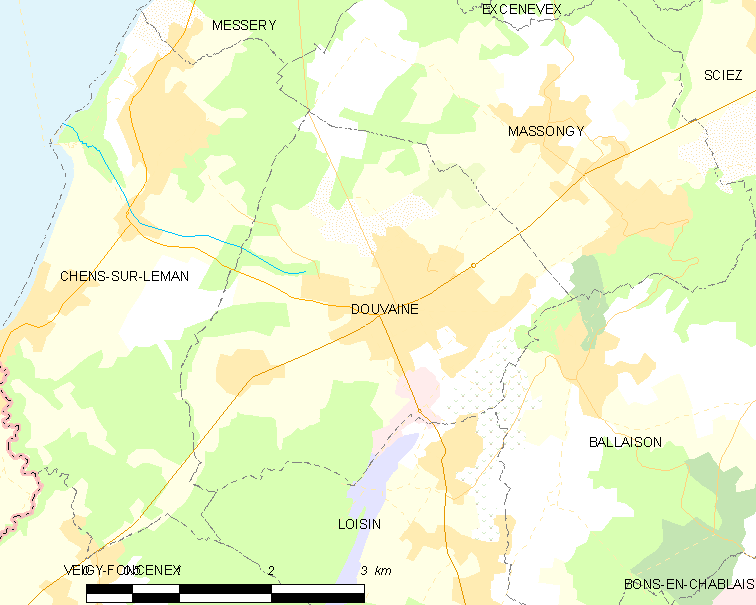
Douvaine et les communes voisines.

Située sur l'ancienne voie romaine, aujourd'hui RN 5, Douvaine fait partie du canton de Sciez, regroupant 25 communes dans le Bas Chablais et la Vallée Verte.

#### Communes limitrophes
Ce sont plus de 40 000 véhicules qui traversent Douvaine chaque jour.[réf. nécessaire]

### Voies de communication et transports
Elle est le carrefour de routes stratégiques. La RN 5 — appelée autrefois la voie impériale — menant de Genève à Thonon croise la RN 206 en direction d’Annemasse.
Douvaine est située près de la frontière suisse, en partant de la place de la mairie, moins de 6 km sont à parcourir sur la RN 5 en direction de Genève, pour passer de Haute-Savoie au canton de Genève.
La commune est desservie par les transports en commun de Thonon-les-Bains (Star't). Douvaine est traversé par la ligne H (Annemasse->Thonon), la ligne J (Douvaine->Thonon) en passant à travers les commune du bord du lac, la ligne P (Douvaine->Bons-en-chablais) et la ligne 271 qui va de Genève (Suisse) à Thonon ou Excenevex et qui passe par Douvaine.

## Urbanisme

### Typologie
Au 1er janvier 2024, Douvaine est catégorisée petite ville, selon la nouvelle grille communale de densité à sept niveaux définie par l'Insee en 2022.
Elle appartient à l'unité urbaine de Douvaine, une unité urbaine monocommunale constituant une ville isolée,. Par ailleurs la commune fait partie de l'aire d'attraction de Genève - Annemasse (partie française), dont elle est une commune de la couronne,. Cette aire, qui regroupe 158 communes, est catégorisée dans les aires de 700 000 habitants ou plus (hors Paris),.

### Occupation des sols
L'occupation des sols de la commune, telle qu'elle ressort de la base de données européenne d’occupation biophysique des sols Corine Land Cover (CLC), est marquée par l'importance des territoires agricoles (50 % en 2018), en diminution par rapport à 1990 (56,2 %). La répartition détaillée en 2018 est la suivante : 
terres arables (36,6 %), zones urbanisées (22,2 %), forêts (22 %), zones agricoles hétérogènes (6,9 %), zones industrielles ou commerciales et réseaux de communication (3,5 %), prairies (3,5 %), cultures permanentes (3 %), milieux à végétation arbustive et/ou herbacée (2,1 %), zones humides intérieures (0,2 %).
L'IGN met par ailleurs à disposition un outil en ligne permettant de comparer l’évolution dans le temps de l’occupation des sols de la commune (ou de territoires à des échelles différentes). Plusieurs époques sont accessibles sous forme de cartes ou photos aériennes : la carte de Cassini (XVIIIe siècle), la carte d'état-major (1820-1866) et la période actuelle (1950 à aujourd'hui).

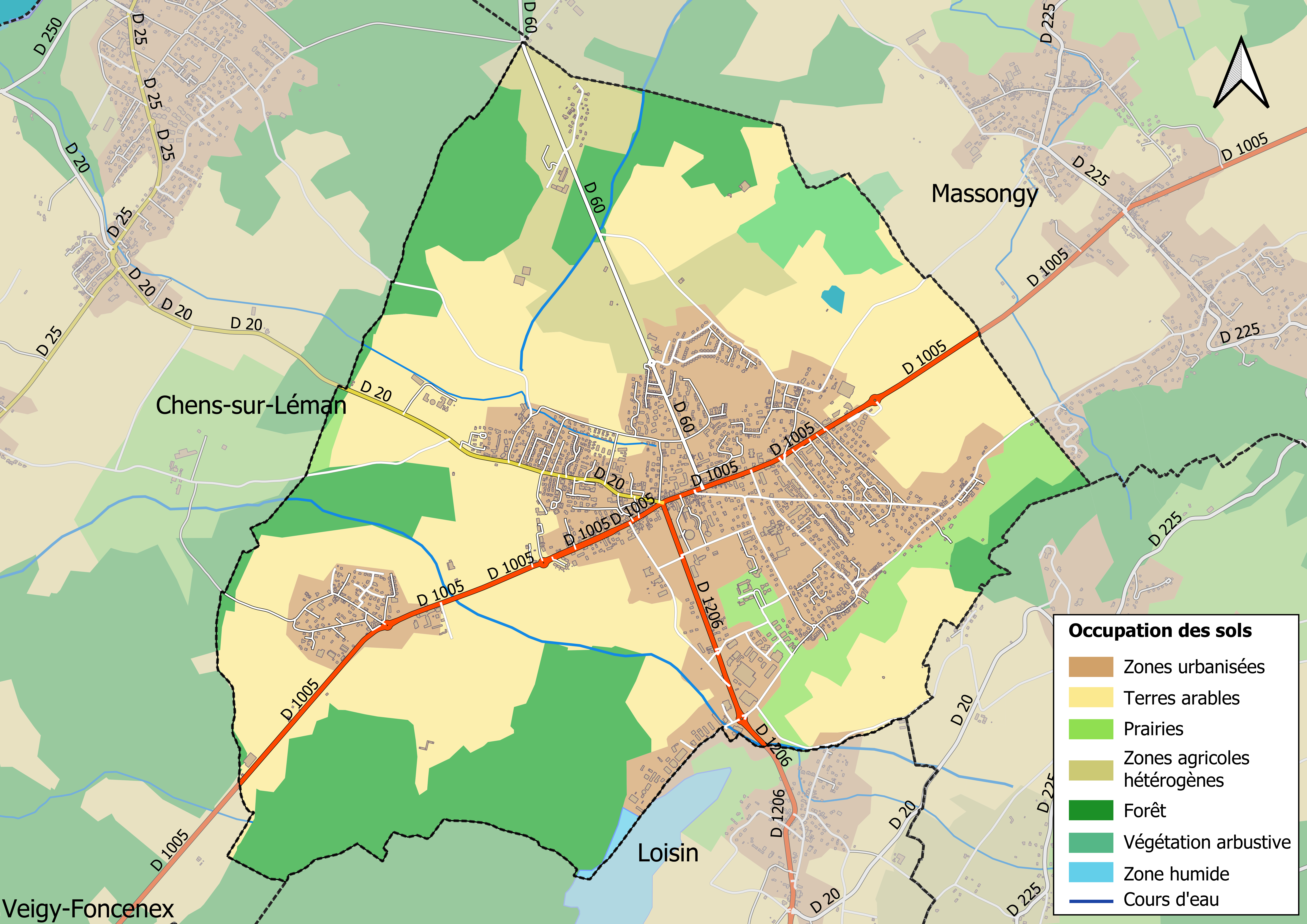
Carte des infrastructures et de l'occupation des sols en 2018 (CLC) de la commune.
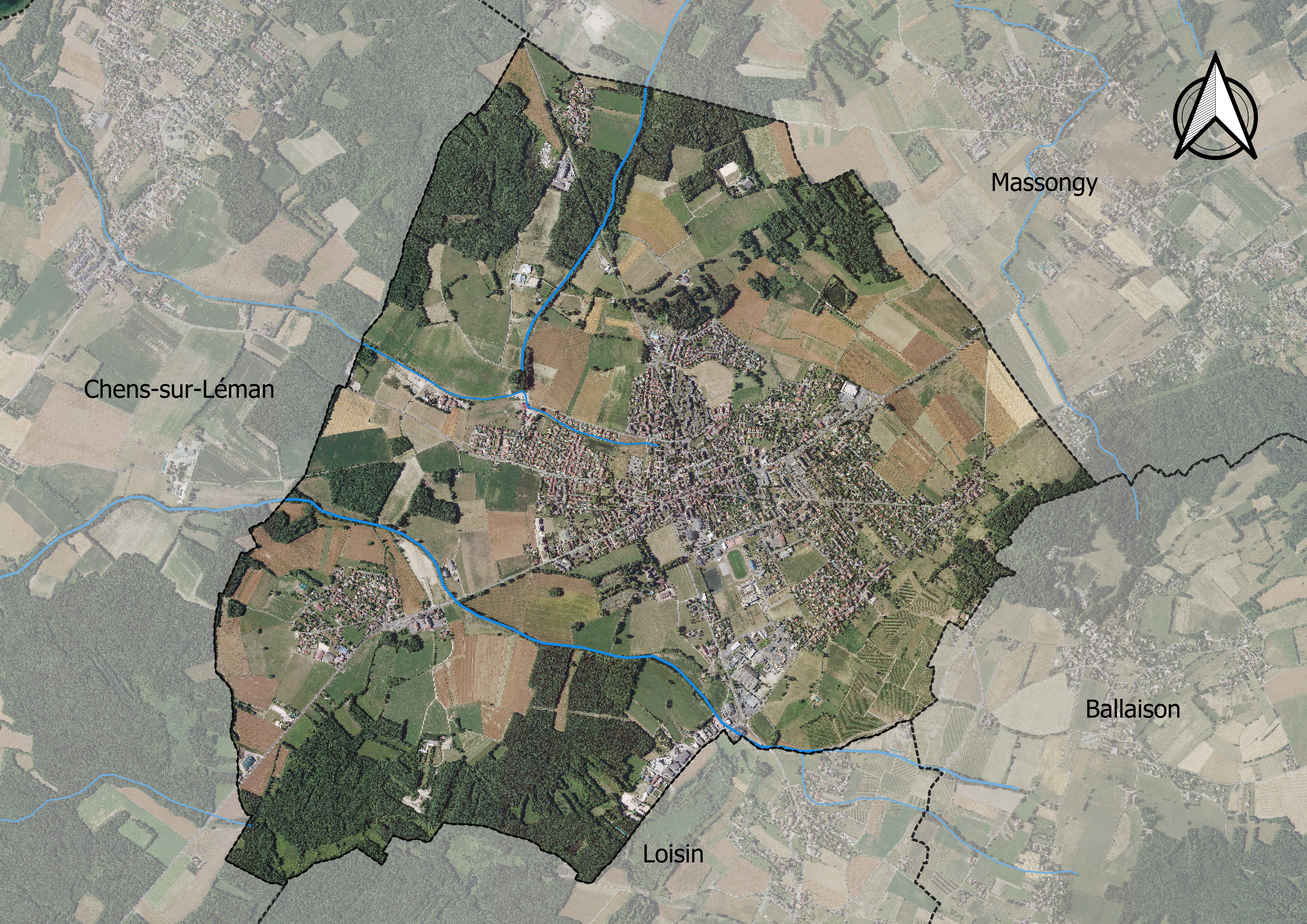
Carte orthophotogrammétrique de la commune.

## Toponymie
Douvaine possède plusieurs interprétations : 
- Thiu – Venna : terre marécageuse ;
- Dir – Venna : vivier ;
- Dovain : fosse.

La commune ou la paroisse sont mentionnées avec les noms suivants : Dovenum, Dovenoz, Dognevoz, Dovaine.
En francoprovençal, le nom de la commune s'écrit Dovan-na (graphie de Conflans) ou Dovêno / Dovênno (ORB).

## Histoire
« Douvaine est occupé dès l'âge de bronze […]. À l'époque gallo romaine, c’est vraisemblablement un bourg d’une certaine importance. »
Douvaine a su se développer au fil des années pour devenir une ville moderne (ville Internet en 2000) et dynamique.

## Politique et administration

### Situation administrative
La commune de Douvaine, au lendemain de l'Annexion de la Savoie à la France de 1860, devient le chef-lieu d'un canton, le canton de Douvaine. Elle appartient, depuis 2015, au canton de Sciez, qui compte selon le redécoupage cantonal de 2014 25 communes.
La commune est membre, avec dix-sept autres, de la communauté de communes du Bas-Chablais.
Douvaine relève de l'arrondissement de Thonon-les-Bains et de la cinquième circonscription de la Haute-Savoie, dont la députée est Marion Lenne (LREM) depuis les élections de 2017.

### Liste des maires
| Période                                  | Période      | Identité           | Étiquette    | Qualité |
| ---------------------------------------- | ------------ | ------------------ | ------------ | --- |
| Les données manquantes sont à compléter. |              |                    |              | |
| mars 1971                                | mars 1977    | Jacques Miguet     | CDP puis DVD | Médecin Conseiller général du canton de Douvaine (1972 → 1985) Conseiller régional de Rhône-Alpes (1973 → ?) Initiateur des collections d'art contemporain du Conservatoire d'Art et d'Histoire d'Annecy |
| mars 1977                                | mars 1989    | Jean Gurliat       |              | |
| mars 1989                                | mars 2008    | Marcel Hauteville  | DVD          | |
| mars 2008                                | juillet 2020 | Jean-François Baud | DVD          | Retraité de l'enseignement |
| juillet 2020                             | en cours     | Claire Chuinard    | DVC          | Kinésithérapeute retraitée |

## Population et société

### Démographie
Ses habitants sont appelés les Douvainois.
L'évolution du nombre d'habitants est connue à travers les recensements de la population effectués dans la commune depuis 1793. Pour les communes de moins de 10 000 habitants, une enquête de recensement portant sur toute la population est réalisée tous les cinq ans, les populations de référence des années intermédiaires étant quant à elles estimées par interpolation ou extrapolation. Pour la commune, le premier recensement exhaustif entrant dans le cadre du nouveau dispositif a été réalisé en 2006.

En 2022, la commune comptait 6 788 habitants, en évolution de +14,62 % par rapport à 2016 (Haute-Savoie : +6,01 %, France hors Mayotte : +2,11 %).
| 1793 | 1800 | 1806 | 1822 | 1838  | 1848  | 1858  | 1861  | 1866  |
| ---- | ---- | ---- | ---- | ----- | ----- | ----- | ----- | ----- |
| 696  | 823  | 839  | 983  | 1 140 | 1 199 | 1 147 | 1 290 | 1 250 |

| 1872  | 1876  | 1881  | 1886  | 1891  | 1896  | 1901  | 1906  | 1911  |
| ----- | ----- | ----- | ----- | ----- | ----- | ----- | ----- | ----- |
| 1 102 | 1 134 | 1 257 | 1 289 | 1 294 | 1 295 | 1 380 | 1 350 | 1 377 |

| 1921  | 1926  | 1931  | 1936  | 1946  | 1954  | 1962  | 1968  | 1975  |
| ----- | ----- | ----- | ----- | ----- | ----- | ----- | ----- | ----- |
| 1 222 | 1 316 | 1 328 | 1 313 | 1 288 | 1 305 | 1 237 | 1 440 | 2 202 |

| 1982  | 1990  | 1999  | 2006  | 2011  | 2016  | 2021  | 2022  | - |
| ----- | ----- | ----- | ----- | ----- | ----- | ----- | ----- | - |
| 2 724 | 3 354 | 3 859 | 4 494 | 5 069 | 5 922 | 6 738 | 6 788 | - |

### Médias

#### Radios et télévisions
La commune est couverte par des antennes locales de radios dont France Bleu Pays de Savoie, ODS Radio, Radio Chablais… Enfin, la chaîne de télévision locale TV8 Mont-Blanc diffuse des émissions sur les pays de Savoie. Régulièrement, l'émission La Place du village expose la vie locale. France 3 et sa station régionale France 3 Alpes peuvent parfois relater les faits de vie de la commune.

#### Presse et magazines
La presse écrite locale est représentée par des titres comme Le Dauphiné libéré, L'Essor savoyard, Le Messager - édition Chablais, le Courrier savoyard.

#### Internet
La ville de Douvaine a été récompensée pour sa politique Internet par le label « Ville Internet @@@@ » en 2000, puis trois l'année suivante.

## Climat
| Mois                                             | jan.         | fév.          | mars         | avril        | mai          | juin         | jui.         | août         | sep.         | oct.         | nov.         | déc.          | année      |
| ------------------------------------------------ | ------------ | ------------- | ------------ | ------------ | ------------ | ------------ | ------------ | ------------ | ------------ | ------------ | ------------ | ------------- | ---------- |
| Température minimale moyenne (°C)                | 0,7          | 0,5           | 3,5          | 7,1          | 10           | 14           | 16,1         | 15,7         | 12,4         | 8,7          | 4,7          | 1,2           | 7,9        |
| Température moyenne (°C)                         | 3,1          | 3,5           | 7,6          | 11,9         | 14,8         | 19           | 21,5         | 21           | 17           | 12,2         | 7,3          | 3,7           | 11,9       |
| Température maximale moyenne (°C)                | 5,5          | 6,6           | 11,7         | 16,8         | 19,6         | 24,1         | 26,9         | 26,3         | 21,6         | 15,7         | 9,9          | 6,2           | 15,9       |
| Record de froid (°C) date du record              | −7,1 20.2023 | −11,9 07.2012 | −5,9 09.2010 | −1,9 08.2021 | 1,5 05.2019  | 6,7 01.2011  | 7,8 25.2011  | 8,5 17.2014  | 4,3 27.2010  | −1,6 30.2012 | −5,9 27.2010 | −11,8 20.2009 | −11,9 2012 |
| Record de chaleur (°C) date du record            | 17,8 25.2025 | 19,7 28.2019  | 22,2 18.2014 | 26,6 22.2018 | 32,8 25.2009 | 35,3 18.2022 | 38,4 07.2015 | 38,3 24.2023 | 31,9 11.2023 | 26,5 07.2009 | 21,9 02.2020 | 15,4 31.2022  | 38,4 2015  |
| Précipitations (mm)                              | 71,7         | 60,4          | 56,3         | 65,5         | 92,6         | 91,7         | 75,6         | 87,9         | 65,5         | 83,2         | 97,2         | 95,7          | 943,3      |
| dont nombre de jours avec précipitations ≥ 1 mm  | 10,7         | 8,7           | 9            | 8,1          | 11,8         | 9,3          | 8,8          | 8,8          | 7,8          | 8,8          | 10,1         | 11,2          | 113        |
| dont nombre de jours avec précipitations ≥ 5 mm  | 4,8          | 4,5           | 3,6          | 4,5          | 6            | 5,6          | 4,6          | 5,7          | 4,2          | 4,4          | 5,5          | 6,2           | 59,5       |
| dont nombre de jours avec précipitations ≥ 10 mm | 2,4          | 1,8           | 1,7          | 2,4          | 2,9          | 3,3          | 2,5          | 3,3          | 1,8          | 3,3          | 3,6          | 3,5           | 32,4       |

## Culture et patrimoine

### Lieux et monuments
Douvaine comporte plusieurs monuments à découvrir :
- Le château de Troche(s), possession de la famille noble de ce nom, toutefois le château et le fief ont appartenu, avant 1354, aux comtes de Genève[19],[20].
- Le manoir Chapuis, inscrit au titre des monuments historiques depuis 1995.
- La maison forte de Chilly. Elle a dû appartenir à l'apanage d'une famille noble de Chilly. Ce manoir date du XVe siècle. Il abrite aujourd'hui le restaurant étoilé « Ô Flaveurs ». Ex-voto classé monument historique en 1912[21].
- Le musée des Granges de Servette. Le musée des Granges de Servette (Douvaine-Chens-sur-Léman) expose une collection permanente de peintures et sculptures, s'enrichissant chaque année à la faveur d'une exposition temporaire (ouverture en juillet et août)[22]
- Le clocher de l'église de Douvaine. Il s'agit d'un clocher fortifié du XIIe siècle[21].
- L'ensemble urbain Haüsermann-Costy, construit de 1971 à 1978 par Haüsermann Pascal (architecte) ; Le Merdy Patrick (architecte) et Haüsermann-Costy Claude (architecte). Labellisé  Patrimoine XXe siècle[23] le 10 mars 2003  L'ensemble de constructions publiques de forme rondes et bâties suivant la méthode du béton projeté sans coffrage est unique au monde[24]. Voulu en 1971 par le maire de l'époque, Jacques Miguet, le projet initial de « Ville évolutive » comprenait d'autres bâtiments publics, un restaurant et une piscine olympique, autour de ces bâtiments, le nouveau quartier conçu pour densifier la ville, devait accueillir de nombreuses habitations préfabriquées, en plastique, modulaires, évolutives, appelées Domobiles[25].
- La Bulle, salle polyvalente construite entre 1973 et 1976, créée par l'architecte suisse Pascal Haüsermann et Patrick Le Merdy répondant au style de l'architecture prospective. Son nom, né de l'usage des Douvainois, lui vient de son dôme d'origine de couleur bleue, remplacé en 1983 par un toit en zinc.
- l'école maternelle  publique, construite entre 1976 et 1978, elle est l’œuvre intégrale de l'architecte Claude Costy.
- le préau de l’école primaire publique, construit en 1976 par l'architecte Pascal Haüsermann, dernier vestige de ce qui devait être la place publique. Deux à l'origine, ils devaient servir d'arcades pour des commerces, s'inspirant de la vieille ville d'Annecy.
- « nouveau centre urbain », la salle polyvalente ( la Bulle ), l'école maternelle (à l'exclusion des adjonctions récentes), les arcades de la place publique et le transformateur, inscription partielle en 2017.
- Le collège du Bas-Chablais "21 Avenue des Acacias". Construit en 1965 , il accueille aujourd'hui plus de 680 élèves provenant de Douvaine mais aussi des communes environnantes: Veigy-Foncenex, Loisin, Massongy, Ballaison, Nernier, Messery et Chens-sur-Léman. Il est impliqué dans de nombreux projets notamment dans le développement durable en faisant partie du réseau des établissements associé à l'Unesco.Il est d'ailleurs labellisé.
- Le marais de Chilly. Il tient son origine de la fonte du glacier du Rhône. Il se situe dans la fôret Rond[26].

### Espaces verts et fleurissement
En 2014, la commune a obtenu le niveau « une fleur » au concours des villes et villages fleuris.

### Personnalités liées à la commune
- Jules-Étienne Joseph (1834-1901), barnabite, aumônier militaire sous Mac-Mahon en 1870, puis curé de Saint-Joseph des Eaux-Vives (Genève), enfin fondateur et directeur de l'orphelinat de Douvaine (Haute-Savoie), chevalier de la Légion d'honneur. Né à Delle, il est mort à Douvaine.
- Marc Tabazan, cuirassier à la "Charge de Reichshoffen" (6 août 1870).
- Pierre-Louis Genoud (1860-1945), prélat catholique, évêque de Guadeloupe et Basse-Terre, né à Douvaine.
- Jean Rosay (1902-1945), curé de la paroisse pendant la Seconde Guerre mondiale, passeur et résistant, Juste parmi les nations.
- Marie-Thérèse Hermann (1925-2015), historienne de la Savoie.

### Héraldique
| Armes de Douvaine | Les armes de Douvaine se blasonnent ainsi : D'or à une tête de loup de gueules, accompagnée en pointe d'un lac ondé d'argent, chaussé d'azur chargé à dextre d'une grappe de raisin du champ et à senestre d'une gerbe de blé du même. |